# Solanum selleanum
Solanum selleanum är en potatisväxtart som beskrevs av Ignatz Urban och Erik Leonard Ekman. Solanum selleanum ingår i släktet skattor som ingår i familjen potatisväxter. Inga underarter finns listade i Catalogue of Life.